# Bosson macéré
Le bosson macéré est un fromage fort élaboré dans les départements des Bouches-du-Rhône et de l'Ardèche.

## Origine et histoire
C'est une préparation paysanne traditionnelle dans les régions du Vivarais (fromage de chèvre) et de la Crau (fromage de brebis), faite à base de restes de fromage, de vin, d'eau-de-vie et d'aromates. L'existence de cette préparation fromagère portant le même nom dans deux régions non voisines est le résultat d'une antique transhumance. En effet, une partie des grands troupeaux de moutons de la Crau a pratiqué pendant longtemps l'estive dans les monts du Vivarais.  

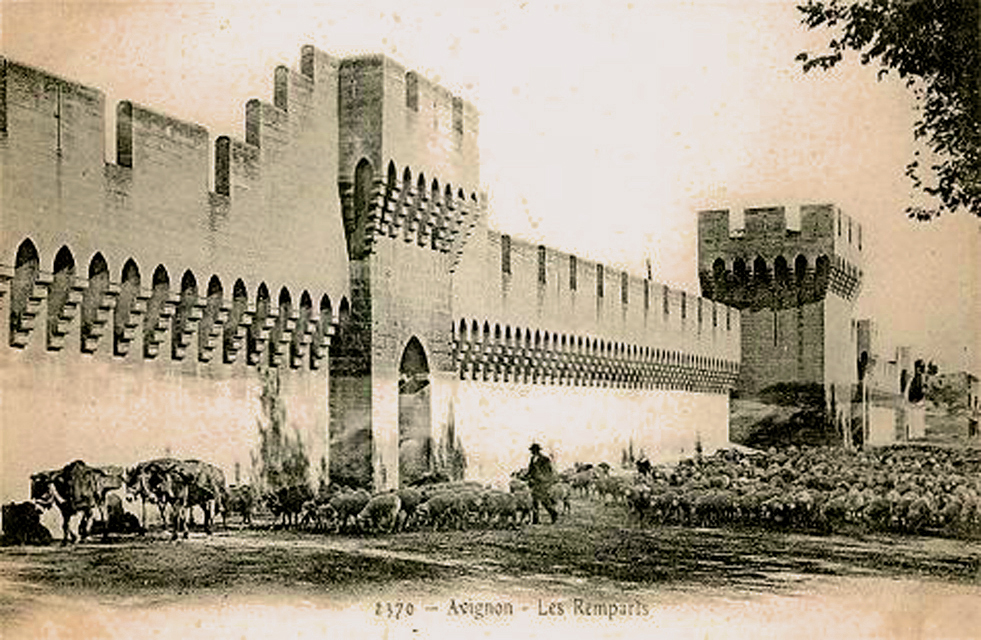
Passage le long des remparts d'Avignon des troupeaux venus de la Crau en transhumance vers le Vivarais.

Louis Pize, dans son ouvrage Le Vivarais, paru en 1935, indique qu'elle se pratiquait encore dans la première partie du XXe siècle : « Le Bès est un lieu de passage des transhumants, les seuls voyageurs qui continuent à se déplacer au rythme d'autrefois. À la belle saison, quelques-uns remontent encore de la Camargue ou de la Crau vers les pâturages de Bauzon, du Mézenc, pour y passer l'été, avec les ânes porteurs de bagages, les chiens, le bayle, maître berger, et ses aides qui vivront pendant des semaines, jour et nuit, entre l'herbe et le ciel, sans autre abri qu'une cabane pour l'orage. »

## Ingrédients
Cette préparation fromagère est élaborée à partir de petits fromages de fin de saison. On se sert de tommes de chèvre ou de brebis sèches ou défraichies, de restes non consommés ou invendus, ainsi que de produits ayant connu des accidents de fabrication. Il y est rajouté de l'eau-de-vie de marc et du vin blanc. Les aromates les plus utilisés — variables selon le lieu de production — sont l'ail, les oignons, le poivre, les herbes aromatiques, les épices et l'huile d'olive.

## Préparation
Les restes sont cassés, pilés, malaxés puis mélangés avec les autres ingrédients et disposés dans un grand pot en terre ou en grès. Après un mois passé dans une cave fraîche, on broie le tout à la spatule. Le mélange devient une pâte odorante aussi puissante au nez qu'en bouche et prend une couleur jaunâtre à bleuâtre. Puis on rebouche le pot. On le laisse fermenter encore pendant deux mois avant de s'en servir,.

## Consommation
Ce fromage se mange en tartines, servi «  à l’étalée » sur des tranches de pain de campagne ou avec des pommes de terre,.

## Commercialisation
Le site d'un des plus grands affineurs fromagers de France indique que cette spécialité n'est pas commercialisée. Mais elle l'était encore en 1982 puisque Caterer & Hotelkeeper, un magazine hebdomadaire d'affaires édité au Royaume-Uni pour l'accueil des professionnels, indiquait que l'on trouvait dans la vallée du Rhône des : « Bossons Macérés made with olive oil, herbs. wine or marc. »
Elle semble l'être toujours, du moins dans le milieu des années 2010, puisque Michel Régnier indique qu'en 2007, sur un marché du Vivarais, aux côtés des picodons et des pélardons, il trouvait, de temps à autre, des bossons macérés dans un mélange d'huile d'olive, de vin blanc et de fines herbes.